# Volte

Volte

Een volte is een rijbaanfiguur uit de ruitersport, met name de dressuur, waarin een cirkelfiguur wordt gereden. In de schermkunst wordt de term overigens ook gebruikt, namelijk voor een snelle beweging om de tegenstander te ontwijken.
De volte die het meest gereden wordt in maneges is de grote volte: heeft volgens internationale reglementen een middellijn van 20 meter, de gebogen lijn van de grote volte is dus ruim 60 meter. Naarmate een paard meer getraind is, kan hier van afgeweken worden, kan men de volte gaan verkleinen. In proeven vraagt men wel de "volte halve baan': dat is een volte met een middellijn van 10 meter. De kleinste volte heeft als middellijn 6 meter: dit geldt als vier maal anderhalve meter of wel: 4 maal 1 paardlengte.
Uiteraard is dit een standaardmaat: voor een kleine Welshpony kan men zonder gevaar kleiner gaan, mits het dier goed gegymnastiseerd is. Voor een KWPN paard van 1,75 kan men zich afvragen, of de 'volte' niet verruimd zou moeten worden naar bijvoorbeeld 8 meter middellijn.
- Een dubbele volte bestaat uit twee identieke direct achter elkaar gereden voltes.
- Een acht rijden betekent twee grote voltes naast elkaar aan die elk even groot moeten zijn. (Doet men dat met een grote volte, dan moet de X het middelpunt zijn. Kan een dier kleinere voltes aan, dan zijn er legio mogelijkheden.)
- Een slangenvolte: hierbij is de volte niet 360 graden rond, maar min of meer twee/derde. Na een boog van plm. 200 graden naar links, rijdt men een paar passen rechtuit, dan een identieke boog naar rechts, etc. Afhankelijk van de lenigheid van het paard en het vermogen om te plannen van de ruiter en de lengte van de rijbaan, kan met de slangenvolte tot wel 6 of 7 bogen opvoeren.